# Manuel Hernando Otalora Ortiz
Manuel Hernando Otalora Ortiz, destacado deportista colombiano de la especialidad de Bolos que fue campeón suramericano en Medellín 2010, campeón de Centroamérica y del Caribe en Mayagüez 2010 y campeón de los Juegos Mundiales en Kaohsiung 2009

## Trayectoria
La trayectoria deportiva de Manuel Hernando Otalora Ortiz se identifica por su participación en los siguientes eventos nacionales e internacionales:

### Juegos Suramericanos
Fue reconocido su triunfo de ser el tercer deportista con el mayor número de medallas de la selección de  Colombia en los juegos de Medellín 2010.

#### Juegos Suramericanos de Medellín 2010
Su desempeño en la novena edición de los juegos, se identificó por ser el tercer deportista con el mayor número de medallas entre todos los participantes del evento, con un total de 6 medallas:

- , Medalla de oro: Bolos Individuales Hombres
- , Medalla de oro: Bolos Dobles masculino
- , Medalla de oro: Bolos Terna masculina
- , Medalla de oro: Bolos Equipos 4 Jugadores Hombres
- , Medalla de oro: Bolos Sencillo Hombres Todos los Eventos
- , Medalla de oro: Bolos Equipos Hombres Todos los Eventos

## Campeonato Mundial de Bolos
Otalora junto a Jaime Monroy, Jorge Romero, Fabio García y Jaime Gómez ganaron la medalla de bronce por equipos en el Campeonato Mundial de Mayores Masculino de Bolos realizado en Múnich 2010.
- , Medalla de bronce: Equipo Hombres

### Juegos Centroamericanos y del Caribe
Fue reconocido su triunfo de ser el tercero deportista con el mayor número de medallas de la selección de  Colombia
en los juegos de Mayagüez 2010.

#### Juegos Centroamericanos y del Caribe de Mayagüez 2010
Su desempeño en la vigésima primera edición de los juegos, se identificó por ser el tercero deportista con el mayor número de medallas entre todos los participantes del evento, con un total de 4 medallas:

- , Medalla de oro: Mixto
- , Medalla de plata: Dobles
- , Medalla de plata: Equipos
- , Medalla de plata: Individual